# マウルティア
マウルティア(Maultier)は、第二次世界大戦の間にドイツ軍（ドイツ国防軍および武装親衛隊）で使用されたハーフトラック。既存のトラックを改造して作られた。そのため特定の車輛を指すわけではなく、第二次世界大戦当時のドイツ軍が使用した簡易ハーフトラック全般を指す通称である。
マウルティアとはドイツ語でラバのことである。

## 開発と生産
1941年から1942年にかけ、東部戦線のドイツ軍は、初冬と春先の泥濘期に悩まされることになる。通常の軍事行動はもちろんのこと、前進した部隊への補給もままならなくなり、かろうじて装軌式砲兵トラクターとハーフトラック類だけはある程度の行動が可能であった。しかし、ナチス・ドイツが当初から軍用に開発していたハーフトラックは高価なため補給任務に使用するには不経済な上、数も足りなかった。

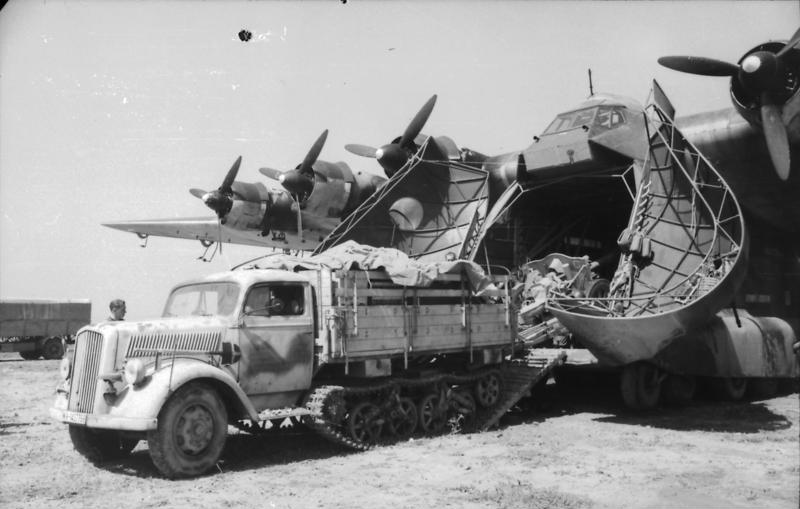
メッサーシュミット Me323 ギガントから降ろされるオペル製マウルティア、1943年

それに代わって戦争中盤以降多用されるようになったのが、既存の民生用トラックをベースに製作された簡易ハーフトラック、マウルティアである。1942年、オペル、フォード（ドイツフォード）、マギルス（KHD）各社に、それぞれの3トントラックをベースとした車両が Sd Kfz 3 の型式名で発注され、同年末から生産が開始された。
マウルティアは、基本的には既存のトラックの後輪部分を装軌式に改修したもので、装軌式の足回りはさまざまな型式が試みられたが、3トントラック・ベースのものでは、イギリス軍から鹵獲したユニバーサル・キャリア、もしくはカーデンロイド軽戦車系列から部品を流用し、開発されたものが生産型の基本形式となった。転輪とサスペンションはほぼカーデンロイドのままで、履帯は、これもカーデンロイド軽戦車用のコピーであるI号戦車と同型式のものが使われた。
オペル製マウルティアは「ブリッツ」の名で有名な 3.6-36S をベースとし、型式名は Sd Kfz 3a、フォード製は V3000S（ドイツ語版）がベースで Sd Kfz 3b、マギルス製は S3000 がベースで Sd Kfz 3c の型式名（特殊車輌番号）で、各社合わせて2万両を超える量産が行われた。中でもフォード製の生産台数が最も多く、14,000両近くに達した。オペル製は約4,000両、マギルス製は約2500両であった。
また、マウルティアは4.5トンのメルセデス・ベンツ L4500Sをベースにしたものも作られた。L4500Sベースのマウルティアはメーカー側呼称はL4500R、特殊車輌番号は当初 Sd kfz 4だったが、後に Sd Kfz 3/5 に改められた。大型の車体に合わせ、足回りは基本的に II号戦車から流用したものが使われていたが、起動輪は専用のものとなっていた。L4500Rは重国防軍牽引車（sWS）の生産が軌道にのるまでの代替として、1943年から1944年にかけて1480両が生産された。
1943年4月には、オペル製マウルティアをベースに装甲を施し、ロケットランチャーを搭載したパンツァーヴェルファーと、その弾薬運搬車も製作された。
しかし、東部戦線の悪路は、場所によってはハーフトラックでも走破が困難な場合もあり、全装軌車のRSOトラクターも開発されている。

## 型式
- Sd.Kfz.3
  - Sd.Kfz.3a - オペル・ブリッツ3.6-36S ベースの2tマウルティア
  - Sd.Kfz.3b - フォード・V3000S ベースの2tマウルティア
  - Sd.Kfz.3a - マギルス KHD・S3000 ベースの2tマウルティア
  - Sd.Kfz.3/5 - 後述の4.5tマウルティア（Sd.Kfz.4）の型式を再指定したもの
- Sd.Kfz.4 - 当初、メルセデス・ベンツ L4500S ベースの4.5tマウルティアがSd.Kfz.4と指定された。4.5tマウルティアは後にSd.Kfz.3/5に型式変更された。オペル製2tマウルティア（Sd.kfz.3a）をベースにパンツァーヴェルファーが開発されると、同じ車体の弾薬輸送車（Sd.kfz.4/1のロケットランチャーを装備していない状態の車両）がSd.Kfz.4と指定された。
  - Sd.Kfz.4/1 - オペル製2tマウルティア（Sd.kfz.3a）をベースにしたパンツァーヴェルファーのロケットランチャー搭載車両の型式名。

## 参考資料
- 後藤仁、「第2次大戦ドイツ軍用車両集7」グランドパワー1996/2、デルタ出版
- 五十嵐実、「第2次大戦ドイツ軍用車両集6」グランドパワー1995/10、デルタ出版
- Peter Chamberlain, Hilary Doyle, 「ENCYCLOPEDIA OF GERMAN TANKS OF WORLD WAR TWO - 月刊モデルグラフィックス別冊・ジャーマンタンクス」、大日本絵画、1986